# Baccharis petrophila
Baccharis petrophila là một loài thực vật có hoa trong họ Cúc. Loài này được R.E.Fr. mô tả khoa học đầu tiên năm 1905.